# الشعوب التركية في الهند
ارتبطت الشعوب التركية تاريخياً باعتبارها واحدة من الشعوب غير الأصلية التي حكمت مناطق في شبه القارة الهندية. من ناحية أخرى ، فإن الأتراك المعاصرين في الهند عددهم قليل جدًا، وهم حديثي الهجرة من تركيا. في تعداد عام1961، ذكر 58 شخصًا أن لغتهم الأم هي التركية. وفقًا لتعداد عام 2001، ذكر 126 من سكان الهند أن مكان ميلادهم هو تركيا. في زيارة رسمية خلال أوائل عام 2010، التقى رئيس الوزراء التركي عبد الله غول بالمغتربين الأتراك الذين يعيشون في الهند ووزع قواميس هندية تركية على الطلاب الأتراك في نيودلهي
.

## الأصل والتاريخ
كان أول ذكر معروف لمصطلح تُرك يُطلق على مجموعة تركية هي إشارة إلى غوكتورك في القرن السادس ،الذين كانوا متمركزين في منغوليا الحديثة. بمرور الوقت، انتقل المصطلح إلى الأتراك في تركيا الحديثة، ولكن تاريخيًا كان يستخدم أيضًا لوصف المجموعات التركية في آسيا الوسطى. يدعي الترك البيراداري أن نسبهم يعودإلى المجموعة الأخيرة. أتراك روهيلخاند واتراك منطقة تيراي. وحسب تقاليدهم المروية أن الأتراك جاءوا إلى الهند جنود رافقوا المحارب غازي صياد سالار مسعود أو غازي ميان (حوالي 1014-1034 م) في القرن الحادي عشر. في الواقع، بعض الجماعات الأتراك، ولا سيما في رامبور، هم في الأصل مهاجرون من آسيا الوسطى، وجاءوا في جيش علاء الدين خلجي وشهاب الدين غوري وأمير تيمور لين. جاء هؤلاء الأتراك من منطقة تركستان فيما يعرف الآن بآسيا الوسطى.

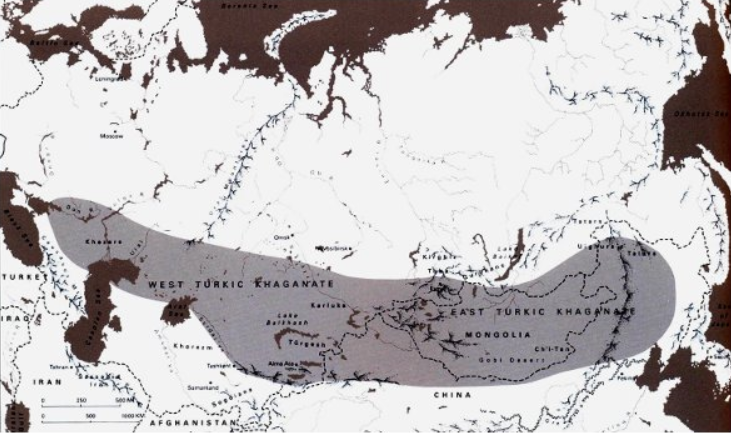
أول الخاقانات التركية في 568

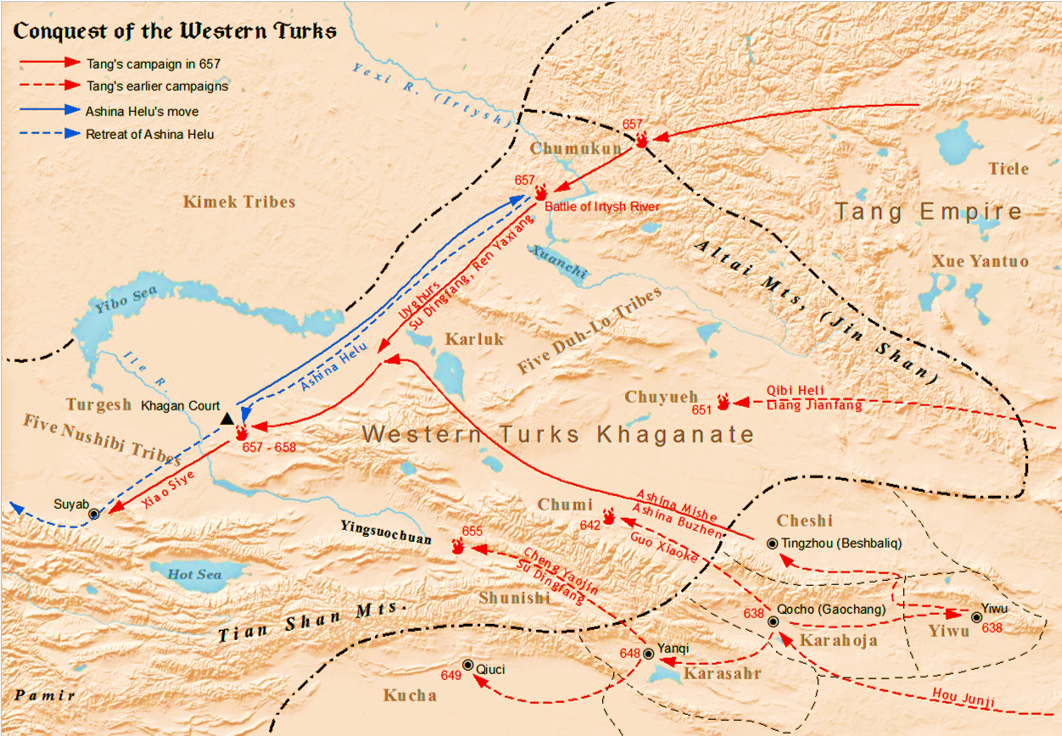
حملات تانغ ضد الأتراك الغربيين

## الظروف الحالية
يعيش الأتراك في شمال الهند، ولا سيما في دلهي وغازي آباد وأمروها ومراد آباد ورامبور وسامبال وبيجنور وموزافارناغار وميروت في أوتار براديش وأودامسينغ ناجار وناينيتال وهالدواني ودهرادون في أوتراخاند وبوبال وجوناغار في الهند. بشكل رئيسي في مدينة حيدر أباد في تيلانجانا، بيدار، جولبارجا، بيجابور ، ميسور، سريرانجاباتنا من كارناتاكا، بانجانابالي، كورنول بولاية أندرا براديش، أركوت، تاميل نادو في تاميل نادو. المنطقة بها 40 إلى 55٪ من الناخبون مسلمون. لقد أثروا في الحسابات الانتخابية في خمسة مجالس نيابية و27 دائرة انتخابية في مجالس المقاطعات في ولاية أوتار براديش.
كان المجتمع تقليديًا يعملون جنود في جيوش الولايات الأميرية المختلفة في وقوة كاثياوار. هم أيضًا تجار جيدون مثل غيرهم من مسلمو كجرات ، لديهم جمعية طبقية تُعرف باسم الجماعات، والتي تعمل بوصفها منظمة رعاية وأداة للرقابة الاجتماعية.

## مشاهير
- السلالة التيمورية
- السلالة الغزنوية
- تاج الدين يلدز
- مماليك الهند
- Shah Turkan
- Malik Altunia
- اختيار الدين محمد بن بختيار الخلجي
- محمد شيران الخلجي
- غياث الدين عواج الخلجي
- علي مردان الخلجي
- مالك بلخا الخلجي
- سيف الدين أيبك
- أور خان أيبك
- طغرل طوغان خان
- Tughlaq Tamar Khan
- Malik Ikhtiyaruddin Iuzbak
- Ijjauddin Balban Iuzbaki
- ناصر الدين بغرا خان
- ركن الدين كايكوس
- شمس الدين فيروز شاه
- غياث الدين بهادور شاه
- عز الدين يحيى
- سلالة إلياس شاهي
- Munim Khan
- Khan Jahan I
- Jahangir Quli Beg
- ناصر الدين قباجة
- الدولة الخلجية
- الدولة التغلقية
- سلطنة بيدر
- العادل شاهية
- قطب شاهي
- أمير خسرو
- ميرزا غالب
- Asaf Jahi dynasty
- Ghazi ud-Din Khan Feroze Jung III, 1st Nawab of Baoni State
- در الشهوار
- الأميرة نيلوفر
- Princess Esra
- Manolya Onur
- Muhammad Beg Khan-e Rosebahani
- Nawabs of Banganapalle
- Rulers of Amb State
- جاكي شروف